# Sumpigaster bicoloripes
Sumpigaster bicoloripes là một loài ruồi trong họ Tachinidae.